# Eastern Sports Club
El Eastern Sports Club (en chino: 東方體育會), conocido también como Eastern Football Team, es un club de fútbol de Hong Kong que juega en la Hong Kong Premier League, la liga de fútbol más importante del país.

## Historia
Fue fundado en el año 1932 en la capital Victoria y ha sido campeón de liga en 4 ocasiones y 12 copas locales. Posee el récord de más triunfos consecutivos en la Temporada 1991-92, al ganar 9 partidos sin recibir goles.
A nivel internacional ha participado en 7 torneos continentales, donde su mejor participación ha sido en la Copa AFC 2022 donde avanzó hasta las Semifinales.

## Palmarés
- First Division League: 4

1955–56, 1992–93, 1993–94, 1994–95
- Second Division League: 1

1947–48
- Third Division "A" League: 3

2004–05, 2009–10, 2010–11
- FA Cup: 3

1983-84, 1992–93, 1993–94
- Hong Kong Senior Challenge Shield: 7

1952-53, 1955–56, 1981–82, 1986–87, 1992–93, 1993–94, 2007–08
- Copa Viceroy: 2

1970-72, 1980–81
- Sapling Cup: 1

2020-21
- Hong Kong Community Cup: 1

2016

## Participación en competiciones de la AFC
| Temporada | Torneo                   | Ronda                | Club                    | Casa | Visita | Global   |
| --------- | ------------------------ | -------------------- | ----------------------- | ---- | ------ | -------- |
| 1994      | Copa de Clubes de Asia   | 1                    | Verdy Kawasaki          | 1–0  | 1–3    | 2–3      |
| 1995      | Copa de Clubes de Asia   | 1                    | Kota Ranger             | 6–1  | 6–1    | 12–2     |
| 1995      | Copa de Clubes de Asia   | 2                    | Verdy Kawasaki          | 1–2  | 3–4    | 4–6      |
| 2009      | AFC Cup                  | Grupo G              | Chonburi FC             | 2–1  | 1–4    | 3° Lugar |
| 2009      | AFC Cup                  | Grupo G              | Hà Nội ACB              | 3–0  | 0–3    | 3° Lugar |
| 2009      | AFC Cup                  | Grupo G              | Kedah FA                | 3–3  | 0–2    | 3° Lugar |
| 2017      | AFC Champions League     | Grupo G              | Guangzhou Evergrande    | 0–6  | 0–7    | 4° Lugar |
| 2017      | AFC Champions League     | Grupo G              | Kawasaki Frontale       | 1–1  | 0–4    | 4° Lugar |
| 2017      | AFC Champions League     | Grupo G              | Suwon Samsung Bluewings | 0–1  | 0–5    | 4° Lugar |
| 2018      | AFC Champions League     | Preliminar 2         | FLC Thanh Hóa           | 2–4  | 2–4    | 2–4      |
| 2021      | AFC Cup                  | Grupo J              | Lee Man                 | 0–1  | 0–1    | 2° Lugar |
| 2021      | AFC Cup                  | Grupo J              | Athletic 220            | 1–0  | 1–0    | 2° Lugar |
| 2021      | AFC Cup                  | Grupo J              | Tainan City             | 1–0  | 1–0    | 2° Lugar |
| 2022      | AFC Cup                  | Grupo J              | Lee Man                 | 3–1  | 3–1    | 1° Lugar |
| 2022      | AFC Cup                  | Grupo J              | Tainan City             | 3–1  | 3–1    | 1° Lugar |
| 2022      | AFC Cup                  | Semifinal Interzonal | Sogdiana Jizzakh        | 0–1  | 0–1    | 0–1      |
| 2024–25   | AFC Champions League Two | Grupo E              | Sanfrecce Hiroshima     | 2–3  | 1–4    | 4° Lugar |
| 2024–25   | AFC Champions League Two | Grupo E              | Sydney FC               | 1–4  | 0–5    | 4° Lugar |
| 2024–25   | AFC Champions League Two | Grupo E              | Kaya                    | 1–2  | 2–1    | 4° Lugar |

## Jugadores

### Jugadores destacados
| - Peter Sharne (1981–83) - Ross Greer (1992–95) - Len Cantello (1985–1986) - Jackie Gallagher (1981–82) - Roger Hansbury (1981–83) - Ricky Heppolette (1981–82) - Graham Paddon (1981–82) - Alan Ball (1982–83) - Trevor Brooking (1982–83) - Alan Ainscow (1983–84) - Ross Jenkins (1983–84) - Phil Walker (1983–84) - Darren Biggs (1989–91) - Richie Paskins (1989–90, 1991–92) - Ian Hesford (1991–96) | - Dale Tempest (1991–96) - Tim O'Shea (1992–95) - Otis Roberts (1996–97) - Lam Sheung Yee - Tsang Wai Chung (1983–86), (1990–91) - Lee Kin Wo (1985–88), (1991–95), (2008–) - Au Wai Lun (1989–90), (2009–) - Tam Siu Wai (1991–94) - Lo Kai Wah - Paul Nixon (1991–93) - Terry Cochrane (1983) - Duncan Waldman (1980–81) - Greig Shepherd (1983) - Ian McParland (1994–95) - Shigeri Sada (1975) |

## Entrenadores
- Bobby Moore (1981–82)
- Peter Wong
- Tsang Wai Chung
- Casemiro Mior (2007–08)
- Chan Hiu Ming ,  Lee Kin Wo (李健和)
- Lo Kai Wah (2008–09)
- Roberto Losada (2021–Actualidad)